# ابوعباس
ابوعباس (عربی: أبو العباس)؛ (زاده:۱۰ دسامبر ۱۹۴۸ – درگذشته: ۸ مارس ۲۰۰۴) در الطیره به دنیا آمد و در عراق ترور شد. او یک رهبر سیاسی فلسطینی است که نام واقعی او محمد عباس یا محمد زیدان است. او به همراه طلعت یعقوب پس از جدا شدنشان از جبهه خلق برای آزادی فلسطین در سال ۱۹۷۷ اقدام به تأسیس جبهه آزادیبخش فلسطین کردند.

## فعالیت‌ها
جبهه دچار جنگ‌های داخلی شد که این جنگها؛ با تقسیم جبهه به دو بخش در سال ۱۹۸۳ به پایان رسید یکی از آن‌ها به رهبری یعقوب؛ مقرش به تونس منتقل شد، جایی که سازمان آزادیبخش فلسطین (PLO) و رهبر آن، یاسر عرفات در آنجا بودند. ابو عباس در سال ۱۹۸۲ در برابر حمله اسرائیل به لبنان زخمی شد و در سال ۱۹۸۴ به عضویت کمیته اجرایی سازمان آزادیبخش فلسطین درآمد.
ابوعباس پس از عملیات «اکیلی لورو» (Akili Lauro) معروف شد، او این عملیات را سازماندهی کرده بود. در طی این عملیات، یک قایق توریستی ایتالیایی ربوده شد و یک مرد یهودی آمریکایی سالخورده کشته شد.
هواپیماهای جنگنده آمریکایی؛ هواپیمایی که او را از قاهره به تونس می‌برد را مورد تعرض قرار داده و مجبور کردند که هواپیمای حامل ابوعباس در جزیره سیسیل ایتالیا فرود بیاید ولی مقامات ایتالیایی هواپیما را آزاد کرده و او را دستگیر نکردند.
مقامات ایتالیایی ابوعباس را به‌طور غیابی محاکمه و به حبس ابد محکوم کردند و پس از آن ابو عباس مجبور شد به عراق پناهنده شود و در عراق به عنوان دبیرکل جبهه آزادی فلسطین مشغول بکار شد.

## دستگیری
در آوریل ۱۹۹۶ پس از توافقنامه اسلو به غزه سفر کرد. او از اواخر دهه ۱۹۹۰ در عراق ماندگار شد، تا زمانی که در ۱۵ آوریل ۲۰۰۳ در یک خانه ای در ۵۰ کیلومتری جنوب بغداد دستگیر شد، جایی که او پس از شکست تلاشش برای فرار به سوریه در آنجا مخفی شده بود.

## درگذشت
ارتش آمریکا پس از اشغال عراق در سال ۲۰۰۳؛ اعلام کرد که ابوعباس در ماه مارس سال ۲۰۰۴ میلادی در اثر سکته قلبی فوت کرد. اسرائیل اجازه دفن او در خاک فلسطین را نداد و او را در قبرستان شهدا سوریه دفن کردند.
در آن زمان در مورد شهادت ابوعباس، یک علامت سؤال بود که آیا با ریختن سم در غذای او کشته شد یا اینکه به گفته امریکایی‌ها در اثر سکته قلبی فوت کرده‌است.